# 宇宙飛行 (1936年の映画)
『宇宙飛行』（うちゅうひこう、露: Космический рейс、Kosmicheskiy reys: Fantasticheskaya novella）とは、1936年に公開されたソビエト連邦のSF映画。製作はモスフィルム。無重力などリアルな宇宙飛行を表現した最初期の映画の1本。

## あらすじ
1946年、ソ連のセドゥイフ博士は月への有人飛行を計画していた。しかし、ライバルのカーリン教授はそれに反対。まずは動物実験で安全を確認してからと主張する。しかし、セドゥイフ博士はマリーナ、アンドリューシャとともに月旅行を強行。無事に月に着陸する。
月ではトラブルに見舞われるが無事解決し、地球に帰還する。

## キャスト
- パーヴェル・イヴァノヴィチ・セドゥイフ; セルゲイ・コマロフ
- マリーナ：クセーニャ・モスカレンコ
- アンドリューシャ・オルロフ：ヴァシリー・ガポネンコ
- ヴィクトル・オルロフ：ニコライ・フェオクチストフ
- カーリン教授：ヴァシリー・コヴリギン

## 制作
1924年に監督のヴァシリー・ジュラヴリョフが企画を思い立ったが、実現化に向けて動き出したのは1932年になってから。共産党の青年組織「コムソモール」が宇宙研究への関心を促す映画製作を奨励したからだった。ジュラヴリョフは脚本に関して、著名な航空工学者でロケット科学技術者のコンスタンチン・ツィオルコフスキーに顧問を依頼した。なお、ツィオルコフスキーは映画の完成後すぐに亡くなった。
映画に登場する2つの宇宙船の名前は、ソ連の指導者ヨシフ・スターリンとクリメント・ヴォロシーロフが由来。映画の中で宇宙飛行士たちは、離着陸の衝撃を軽減するため、液体を満たした部屋に入る。また、月面に光を反射する物質で「CCCR（英語だとUSSR）」というメッセージを書いて、地球に知らせる。
サイレント映画として完成した本作だが、公開は1936年の短い期間だけだった。宇宙飛行士が低重力の月面でひょいっとジャンプするアニメーション・シーンが、社会主義リアリズムの精神と相容れないとソビエト検閲官が判断したからだった。この映画が広く観られるようになったのは1980年代になってからだった。

## 文献
- David Christopher, "Stalin's "Loss of Sensation": Subversive Impulses in Soviet Science-Fiction of the Great Terror," Journal of Science Fiction, Vol. 1, No. 2 (May, 2016), 18-35.